# Julio Casares
Julio Cesar Casares (São Paulo, 23 de setembro de 1961) é um advogado, publicitário, radialista e dirigente esportivo brasileiro. É o atual presidente do São Paulo Futebol Clube.

## Biografia
Nascido na Zona Leste de São Paulo, Julio Casares é formado em Direito. Com sua formação atuou em duas emissoras de televisão, trabalhando durante treze anos no SBT e dezessete anos da Record. Na emissora da Barra Funda, foi diretor de marketing e projetos especiais. Além de ter trabalhado como radialista, foi presidente por duas vezes da Associação Brasileira de Marketing e Negócios (ABMN).

### São Paulo Futebol Clube
Julio Casares atuou em diversos cargos no São Paulo Futebol Clube, entre eles os de conselheiro de administração do clube e diretor de marketing durante o mandato de Juvenal Juvêncio. Chegou a se intitular como 'pitbull de Juvenal' em relação à defesa do legado do ex-mandatário. Na gestão de Carlos Miguel Aidar, assumiu a vice-presidência geral do clube.
Em dezembro de 2020, ganhou as eleições e foi eleito presidente do clube para o triênio 2021–2023, tendo como vice Harry Massis Junior. Durante o pleito, foi candidato da situação e derrotou o oposicionista Roberto Natel por um placar de 155 votos a 78 dos conselheiros do clubes em uma eleição realizada por drive-thru, devido à pandemia de COVID-19.
Para a temporada 2021, Casares foi responsável pela contratação do treinador e ex-jogador argentino Hernán Crespo. A chegada do técnico culminou com a conquista do Campeonato Paulista, após um período que o time passou por oito anos sem nenhum título e e dezesseis anos sem ganhar o Paulistão. Além da chegada de Crespo, Casares foi responsável pelo retorno do treinador Muricy Ramalho ao clube, mas desta vez para assumir o cargo de coordenador de futebol.
Após uma sequência de derrotas no Campeonato Brasileiro de Futebol de 2021 e eliminações na Copa do Brasil e na Libertadores, Casares decidiu pela demissão do técnico — o que gerou reações negativas entre a torcida. Após o desligamento de Crespo, o presidente repatriou o ídolo Rogério Ceni para o clube.
Em 19 de abril 2023, Ceni foi demitido do cargo de treinador. No dia seguinte, Casares, juntamente com a diretoria, contratou o experiente Dorival Júnior para comandar o clube. Neste ano, o time tricolor conquistou a Copa do Brasil, título inédito para o clube, que depois de 15 anos conquistou novamente um torneio nacional (a última competição nacional conquistada havia sido o Campeonato Brasileiro de 2008, ainda no mandato de Juvenal Juvêncio). Em dezembro de 2023, numa eleição sem concorrentes, Casares foi reeleito presidente do São Paulo por mais três anos.
Logo no início de 2024, o São Paulo perdeu o treinador Dorival Júnior, que aceitou um convite para assumir a Seleção Brasileira. Para o seu lugar, Casares contratou o jovem Thiago Carpini.

## Vida pessoal
Oriundo da Zona Leste paulistana, Julio Casares afirmou ter nascido são-paulino por influência de seu pai. Desde 2013 está em um relacionamento com a empresária e modelo Jacqueline Meirelles, eleita Miss Brasil no ano de 1987. Possui dois filhos de outro relacionamento.
Em julho de 2021, em meio à pandemia de COVID-19 no Brasil, Casares foi internado com sintomas leves no Hospital Albert Einstein, por recomendação médica. A internação durou 26 dias até que recebesse alta hospitalar, tendo em alguns períodos da internação passado pela unidade de terapia intensiva (UTI) e a unidade semi-intensiva do hospital.